# Djarum
Djarum (Джару́м, буквально — «голка») — індонезійська компанія, що виробляє сигарети кретек з використанням понад 20 місцевих сортів тютюну, гвоздики та різних ароматизаторів.

## Історія
Заснована у 1954 році у місті Кудус (Центральна Ява). З 1970 постачає продукцію на міжнародні ринки.
Один із провідних виробників кретеку у світі. Лінійка продукції включає більше 20 найменувань, у тому числі Djarum Black, Djarum Cherry, Djarum Vanilla, Djarum Menthol, Djarum Ice. Станом на 2009 рік 23 % продукції реалізується на індонезійському ринку, 77 % експортується. Основні імпортери — країни АСЕАН, Австралія, Канада, Японія, Польща, Нідерланди, Бельгія, Саудівська Аравія.
Компанії належить кілька десятків фабрик у різних містах Індонезії.